# Премія НАН України імені А. Ф. Прихотько
Пре́мія і́мені Антоні́ни Фе́дорівни Прихо́тько — премія, встановлена НАН України за видатні роботи в галузі за видатні наукові роботи в галузі лазерної фізики, оптики та кристалографії.
Премію засновано 1997 року та названо на честь одного з найбільших фахівців в області фізики неметалевих кристалів, доктора фізико-математичних наук, професора, академіка АН УРСР, Заслуженого діяча науки УРСР, лауреат Ленінської премії Антоніни Федорівни Прихотько.
Починаючи з 2007 року Премію імені А. Ф. Прихотько присуджує Відділення фізики і астрономії НАН України щотри роки.

## Лауреати премії
| Рік  | Тема | Лауреати                        | Коротко про лауреата |
| ---- | --- | ------------------------------- | --- |
| 1999 | Серія робіт «Утворення дислокацій хвильових фронтів при проходженні світла через кристали»                                    | Васнецов Михайло Вікторович     | доктор фізико-математичних наук |
| 1999 | Серія робіт «Утворення дислокацій хвильових фронтів при проходженні світла через кристали»                                    | Соскін Марат Самуїлович         | член-кореспондент НАН України (фізика твердого тіла), професор, докторфізико-математичних наук                                                                               |
| 2001 | Серія робіт «Нейтральні та зарядові збудження в твердотільних системах»                                                       | Савченко Олена Володимирівна    | професор, докторфізико-математичних наук, провідний науковий співробітник Фізико-технічного інституту низьких температур ім. Б. І. Вєркіна НАН України                       |
| 2001 | Серія робіт «Нейтральні та зарядові збудження в твердотільних системах»                                                       | Довгий Ярослав Остапович        | доктор фізико-математичних наук, заслужений професор Львівського національного університету                                                                                  |
| 2001 | Серія робіт «Нейтральні та зарядові збудження в твердотільних системах»                                                       | Остапенко Ніна Іванівна         | професор, докторфізико-математичних наук, провідний науковий співробітник Інституту фізики НАН України                                                                       |
| 2003 | Цикл наукових робіт «Квантові ефекти і фазові переходи при низькотемпературній адсорбції водню»                               | Осовський Василь Денисович      | кандидат фізико-математичних наук, старший науковий співробітник Інституту фізики НАН України                                                                                |
| 2003 | Цикл наукових робіт «Квантові ефекти і фазові переходи при низькотемпературній адсорбції водню»                               | Чуйков Борис Олексійович        | кандидат фізико-математичних наук, старший науковий співробітник Інституту фізики НАН України                                                                                |
| 2003 | Цикл наукових робіт «Квантові ефекти і фазові переходи при низькотемпературній адсорбції водню»                               | Птушинський Юрій Григорович     | доктор фізико-математичних наук, професор, член-кореспондент Національної академії наук України                                                                              |
| 2005 | Цикл робіт «Поліморфні і квантові ефекти в молекулярних кристалах»                                                            | Пучківська Галина Олександрівна | доктор фізико-математичних наук, професор |
| 2005 | Цикл робіт «Поліморфні і квантові ефекти в молекулярних кристалах»                                                            | Мельник Віктор Іванович         | |
| 2005 | Цикл робіт «Поліморфні і квантові ефекти в молекулярних кристалах»                                                            | Стржемечний Михайло Олексійович | доктор фізико-математичних наук, професор, член-кореспондент Національної академії наук України                                                                              |
| 2008 | Цикл робіт «Гарячі електрони та нові оптичні явища в багатодолинних напівпровідниках та наночастинках»                        | Томчук Петро Михайлович         | член-кореспондент НАН України, завідувач відділу Інституту фізики НАН України                                                                                                |
| 2008 | Цикл робіт «Гарячі електрони та нові оптичні явища в багатодолинних напівпровідниках та наночастинках»                        | Порошин Володимир Миколайович   | доктор фізико-математичних наук, заступник директора Інституту фізики НАН України                                                                                            |
| 2008 | Цикл робіт «Гарячі електрони та нові оптичні явища в багатодолинних напівпровідниках та наночастинках»                        | Волков Владислав Іванович       | кандидат фізико-математичних наук, старший науковий співробітник Інституту фізики НАН України                                                                                |
| 2011 | Цикл робіт «Фізичні основи та прикладні аспекти фотоорієнтації рідких кристалів»                                              | Резніков Юрій Олександрович     | доктор фізико-математичних наук, завідувач відділу Інституту фізики НАН України                                                                                              |
| 2011 | Цикл робіт «Фізичні основи та прикладні аспекти фотоорієнтації рідких кристалів»                                              | Решетняк Віктор Юрійович        | доктор фізико-математичних наук, професор Київського національного університету імені Тараса Шевченка                                                                        |
| 2011 | Цикл робіт «Фізичні основи та прикладні аспекти фотоорієнтації рідких кристалів»                                              | Ярощук Олег Васильович          | кандидат фізико-математичних наук, старший науковий співробітник Інституту фізики НАН України                                                                                |
| 2014 | Цикл робіт «Локалізовані екситонні та електронні стани в перспективних об'ємних, плівкових і наноструктурованих матеріалах»   | Буківський Петро Миколайович    | науковий співробітник відділу оптики і спектроскопії кристалів Інституту фізики НАН України                                                                                  |
| 2014 | Цикл робіт «Локалізовані екситонні та електронні стани в перспективних об'ємних, плівкових і наноструктурованих матеріалах»   | Гнатенко Юрій Павлович          | доктор фізико-математичних наук, професор, завідувач відділу оптики і спектроскопії кристалів Інституту фізики НАН України                                                   |
| 2014 | Цикл робіт «Локалізовані екситонні та електронні стани в перспективних об'ємних, плівкових і наноструктурованих матеріалах»   | Пирятинський Юрій Петрович      | кандидат фізико-математичних наук, старший науковий співробітник Інституту фізики НАН України                                                                                |
| 2017 | Розробка технології синтезу наночастинок на основі метал-алканоатів та з'ясування природи їхнього нелінійно-оптичного відгуку | Бугайчук Світлана Анатоліївна   | кандидат фізико-математичних наук, старший науковий співробітник відділу фізики кристалів Інституту фізики НАН України, завідувач лабораторії                                |
| 2017 | Розробка технології синтезу наночастинок на основі метал-алканоатів та з'ясування природи їхнього нелінійно-оптичного відгуку | Клімушева Гертруда Василівна    | доктор фізико-математичних наук, професор, провідний науковий співробітник відділу фізики кристалів Інституту фізики НАН України                                             |
| 2017 | Розробка технології синтезу наночастинок на основі метал-алканоатів та з'ясування природи їхнього нелінійно-оптичного відгуку | Мирна Тетяна Альфредівна        | доктор фізико-математичних наук, професор, головний науковий співробітник відділу фізико-неорганічної хімії Інституту загальної та неорганічної хімії ім. В. І. Вернадського |
| 2020 | за розробку нових лазерних методик і функціональних матеріалів для фемтосекундної оптики                                      | Блонський Іван Васильович       | член-кореспондент НАН України, завідувач відділу Інституту фізики НАН України                                                                                                |
| 2020 | за розробку нових лазерних методик і функціональних матеріалів для фемтосекундної оптики                                      | Бондар Михайло Віталійович      | член-кореспондент НАН України, директор Інституту фізики НАН України |
| 2020 | за розробку нових лазерних методик і функціональних матеріалів для фемтосекундної оптики                                      | Кадан Віктор Миколайович        | доктор фізико-математичних наук, провідний науковий співробітник Інституту фізики НАН України                                                                                |